# Poro, Re dell'Indie
Poro, Rè dell'Indie (título original en italiano; en español, Poro, rey de la India, HWV 28) es un dramma per musica, u ópera en tres actos con música de Georg Friedrich Händel sobre un libreto de mano desconocida basado en el de Pietro Metastasio para Alessandro nell'Indie (música de Vinci, estrenada en Roma en 1730). Esta ópera de Händel fue compuesta entre diciembre de 1730 y el 16 de enero de 1731. Se estrenó el 2 de febrero de 1731 en el King's Theatre de Londres.

## Historia
Alejandro en la India (Alessandro nell’Indie) fue el cuarto de los cinco “dramma per musica” que el italiano Pietro Metastasio (1698 – 1782) escribió para el “Teatro delle Dame” de Roma entre 1727 y 1730, los otros cuatro fueron:  Dido abandonada;  Siroe, rey de Persia ;  Catón en Útica;  Semíramis reconocida y  Artaserse.
Las fuentes que utilizó Metastasio para su drama fueron: una biografía de Alejandro Magno del historiador romano Quinto Curcio Rufo; el drama de Jean Racine titulado Alejandro Magno; y la obra del abate Claude Boyer titulada “Poro o la generosidad de Alejandro”.
Metastasio había escrito “Alejandro en la India” en 1726, pero no fue hasta 1729 que la dirección del “Teatro delle Dame” le encargó al compositor calabrés Leonardo Vinci (Strongoli, 1690 – Nápoles, 1730) que la musicara, estrenándose el 26 de diciembre.
En 1731 el compositor alemán Georg Friedrich Händel (Halle, 1685 – Londres, 1759) compuso una ópera sobre el mismo texto en italiano, pero con el nuevo título de Poro, rey de la India (HWV28). Posiblemente este cambio de denominación fue debido a que unos años antes había compuesto otra ópera, cuyo texto no guarda relación con el de Metastasio, titulada  Alejandro (Londres, 1726).
El estreno tuvo lugar en el Teatro Haymarket de Londres, el 2 de febrero, y las siguientes representaciones tuvieron lugar los días: 6, 9, 13, 16, 20, 23 y 27 de febrero; 2, 6, 9, 13, 16, 20, 23 y 27 de marzo de 1731.
Posteriormente, fue retomada también en Londres el 23 de diciembre de 1731 y una vez más el 8 de diciembre de 1736. Así mismo fue representada en Hamburgo y Brunswick.
La primera representación moderna tuvo lugar también en Brunswick en 1928. Actualmente, es poco representada; en las estadísticas de Operabase aparece dos veces, una con sólo 2 representaciones en el período 2005-2010 y otra con una.

## Personajes

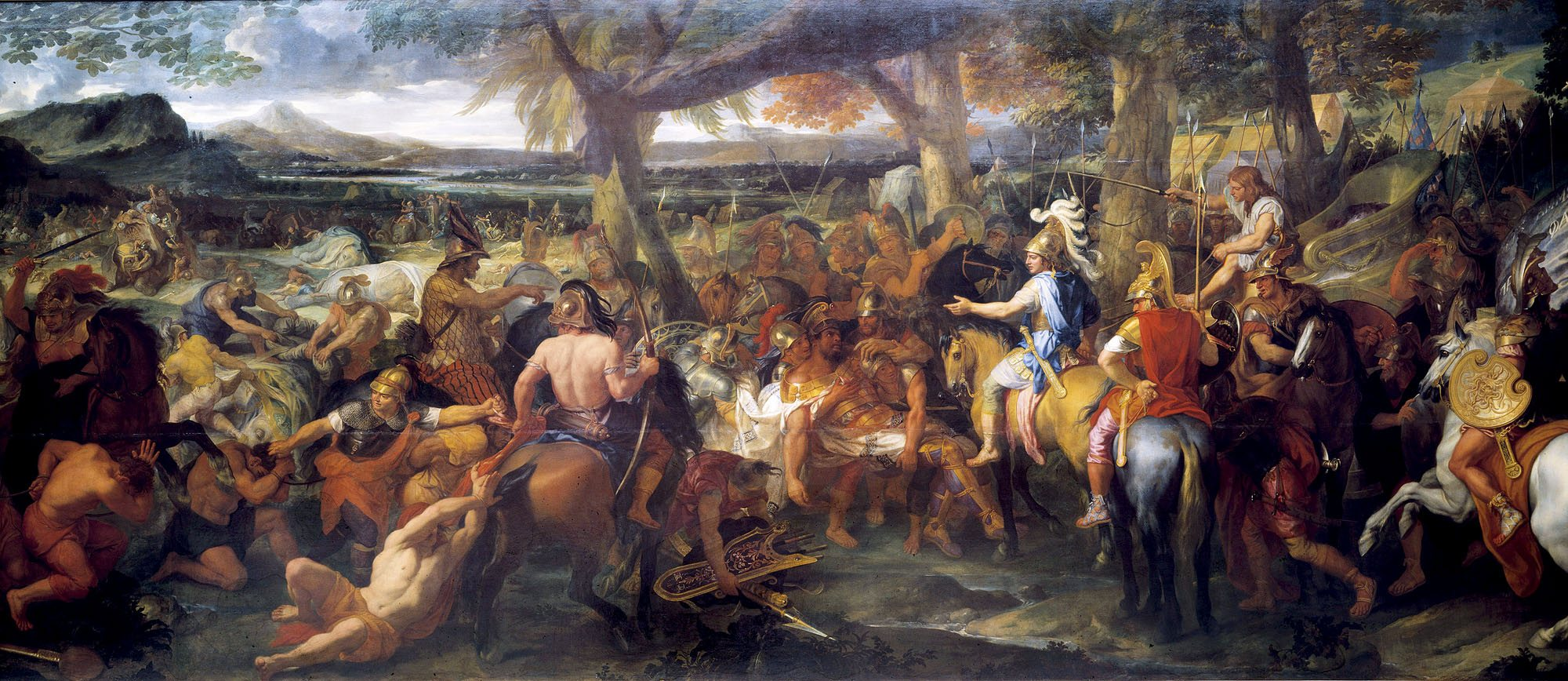
Alejandro y Poro, Charles Le Brun, (1673).

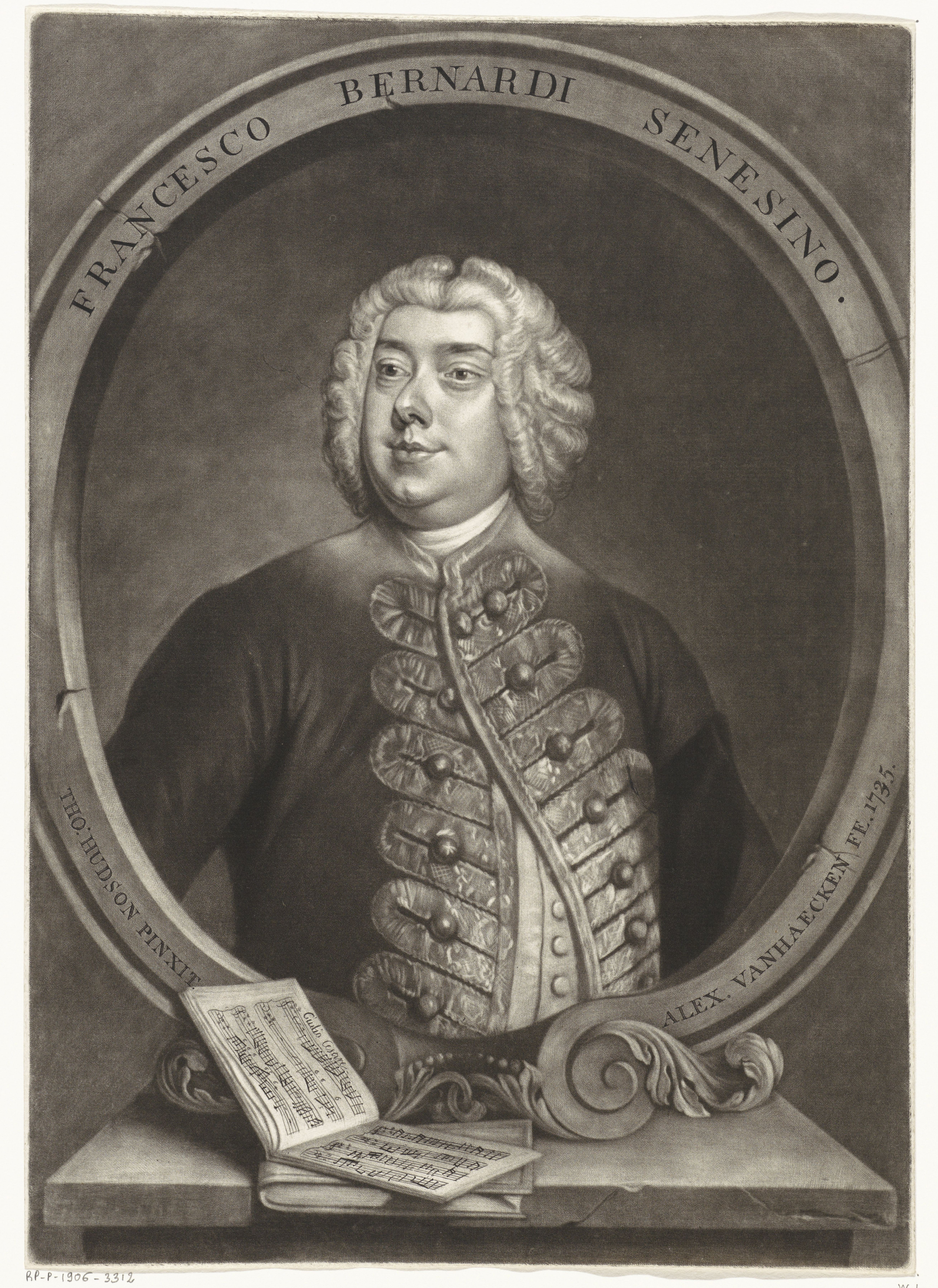
El castrato Francesco Bernardi (Senesino) (1685 – 1758).

| Personaje                                                      | Tesitura  | Reparto el 2 de febrero de 1731 Director: Georg Friedrich Händel |
| -------------------------------------------------------------- | --------- | ---------------------------------------------------------------- |
| Alejandro (rey de Macedonia y forjador de un imperio)          | tenor     | Annibale Pio Fabri (Balino)                                      |
| Poro (rey indio de Panyab)                                     | castrato  | Francesco Bernardi (Senesino)                                    |
| Cleofide (princesa india, prometida de Poro)                   | soprano   | Anna Maria Strada                                                |
| Timagene (general de Alejandro)                                | bajo      | Giuseppe Commano                                                 |
| Gandarte (general del ejército de Poro, prometido de Erissena) | contralto | Francesca Bertolli                                               |
| Erissena (hermana de Poro)                                     | contralto | Antonia Merighi                                                  |

## Argumento
La historia se basa en la clemencia de Alejandro Magno con el derrotado  Poro, rey de lo que actualmente sería el territorio de Panyab (India). La princesa india Cleofide pretende liberar a Poro, su prometido, enamorando a Alejandro... A la rivalidad política, complicada por la ambición del general Gandarte, se añade el inevitable conflicto del triángulo amoroso con la presencia de la princesa Cleofide, por cuya posesión compiten aquellos dos monarcas.

## Influencia
Metastasio tuvo gran influencia en los compositores de ópera desde principios del siglo XVIII a comienzos del siglo XIX. Los teatros de más renombre representaron en este período obras del ilustre italiano, y los compositores musicalizaron los libretos que el público esperaba ansioso. Alejandro en la India es tal vez uno de los libretos que más éxito obtuvo, pues fueron más de 60 los compositores que le pusieron música.

## Referencias

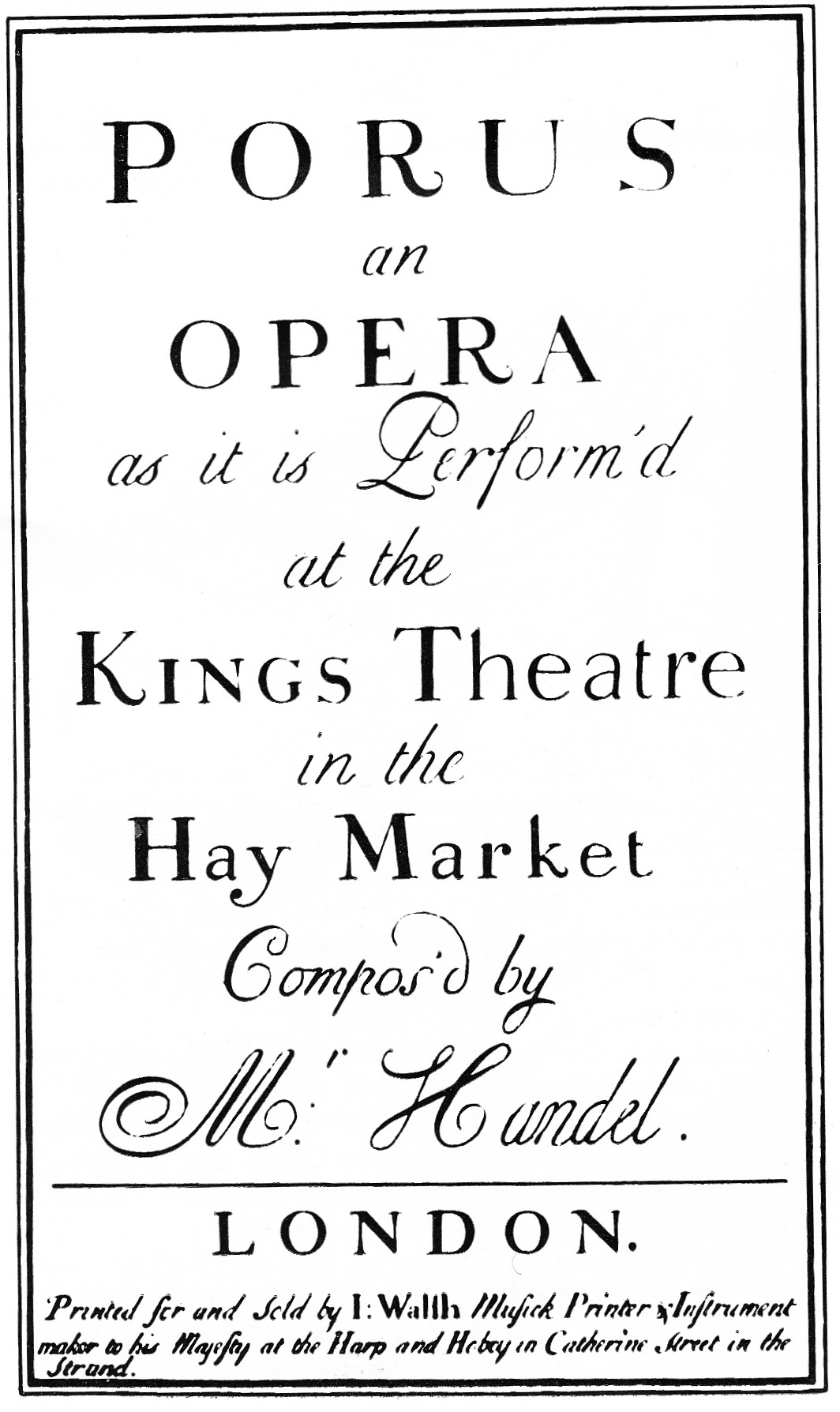
Portada de la 1.ª edición de las arias de la ópera, de 1731.